# Soboth
Soboth (Slovene: Sobota) là một đô thị thuộc huyện Deutschlandsberg thuộc bang Steiermark, nước Áo. Đô thị Soboth có diện tích 42,38 km², dân số thời điểm cuối năm 2005 là 410 người. Đèo Soboth nằm gần Soboth.